# 존 애덤스
존 애덤스(영어: John Adams, 1735년 10월 30일 ~ 1826년 7월 4일)는 영국 식민지와 미국 초기의 정치인이었다. 미국의 제2대 (1797년-1801년) 대통령과 초대(1789년-1797년) 부통령이다.
미국 건국의 주역 중 한사람이자 토머스 제퍼슨의 정적이었으며, 같은 이름의 그의 아들 존 퀸시 애덤스는 6대 미국 대통령을 지내 미국 최초의 부자(父子) 대통령이었다. 백악관에 처음으로 입주한 대통령이기도 하다.

## 어린 시절

### 변호사
존 에덤스는 아버지 존 애덤스(John Adams Sr.)와 어머니 수잔나 애덤스(Susanna Boylston) 사이에서 3형제 중 장남으로 태어났다. 그는 조지 워싱턴 매사추세츠 만 식민지의 브레인트리(Braintree)라는 도시에서 태어났다. 그는 브레인트리의 부유한 가정에서 태어나 하버드 대학교를 마치고 1758년 23세의 나이에 이미 변호사가 되었다. 그는 1765년 인지세법 반대투쟁으로 정치에 뛰어들었고, 5년 뒤엔 놀랍게도 보스턴 학살에 연관된 영국군 장교를 변호하기도 했다.

### 미국 독립선언서 작성 참여
존 에덤스는 토머스 제퍼슨등과 함께 독립선언서 작성에 참여했다. 1780년, 그는 그의 출신주인 매사추세츠주의 헌법초안을 만들었다. 미국 독립전쟁이 막바지에 이르러 파리에서 영국과 독립협상을 벌이게 되었을 때 그는 벤저민 프랭클린, 존 제이와 함께 협상대표로 참가하여 1783년 미국 독립을 영국으로부터 승인 받은 인물이었다.

### 초대 미국 부통령
그 뒤 1789년 미국 대통령 선거에 출마하여 득표수 2위를 기록한 뒤 미합중국 초대 부통령으로 선출, 취임했다.

## 대통령 임기

### 제퍼슨과의 갈등
1797년, 대선에서 득표수가 두 번째로 많은 후보를 부통령으로 임명하는 당시의 제도에 의해, 그의 친구이자 정적인 토머스 제퍼슨을 부통령으로 맞게 되었다. 제퍼슨은 임기 4년 동안 존 애덤스의 정책을 반대했다. 그 이유는 제퍼슨은 철저한 반연방주의 세력의 중심지도자였고, 애덤스는 열렬한 연방주의자로 정치이념이 정반대였기 때문이다. 애덤스가 대통령으로서 당면한 가장 심각한 문제는 영국, 프랑스와의 갈등이었다. 미국은 이제 막 건국한 허약한 국가에 지나지 않았고, 아메리카 대륙에서 영향력을 발휘하려고 경쟁하는 영국과 프랑스는 서로 미국을 자국의 보호령으로 만들기 위해 노력하고 있었다.

### 프랑스와의 전쟁
전임 조지 워싱턴 대통령 시절에 1차 대불동맹 전쟁(1793년)이 벌어진 직후 미영간 관계가 악화되자 미국은 영국과 제이조약(1794년)을 통해 갈등을 해소한바 있다. 그러나 이는 1778년에 체결한 미불간 동맹조약을 일방적으로 폐기하는 행위이기 때문에 미국은 프랑스와 관계가 악화되었다. 배신당한 프랑스가 1796년 주프랑스 신임 대사 찰스 핑크니의 부임을 인정하지 않는 등 외교적인 보복을 가해 왔다.
애덤스는 사태해결을 위해 프랑스에 비밀특사 3명을 보냈는데 프랑스측은 1778년에 체결한 조약의 폐기를 조건으로 거액의 뇌물과 차관을 요구했고, 뇌물 스캔들인 XYZ사건이 대중에게 알려지면서 미국인들은 분노했다. 알렉산더 해밀턴 등 친영 반불(프랑스)의 연방주의자 세력은 프랑스에 대한 강력한 응징을 요구했고 결국 애덤스는 그들의 의견을 받아들여 1798년에 미국 해군을 창설하고 프랑스의 무력도발에 맞섰다. 미국과 프랑스는 합법적인 선전포고 행위 없이 해상에서 산발적으로 무력충돌을 벌였다.(유사전쟁 1798년 ~ 1800년).
그와 동시에 프랑스에 대한 반감이 크게 높아져 프랑스 등 외국에 협조적인 자들을 처벌할 수 있는 외국인법에 애덤스는 서명했다. 이 법은 선동을 방지하고 간첩, 배신행위를 막는다는 구실로 제정되었지만, 실질적으로는 국민들의 입과 귀를 막는 비민주적인 법이었다. 자연 친불반영의 토머스 제퍼슨 등 반연방주의자 세력들의 반발은 커져갔고 연방주의자들과의 싸움도 더욱 거세어졌다.
별다른 명분도 실리도 없이 분풀이 같은 유사전쟁(Quasi-War)을 벌이던 애덤스는 결국 프랑스와 휴전을 하게 되었다. 제1통령이 된 나폴레옹은 1800년 9월에 협상을 제의 해왔고, 양국은 1778년의 동맹조약을 폐기한후 새로운 통상협정인 몰트퐁텐 조약(Treaty of Mortefontaine)을 체결하여 사태를 원만하게 수습하였다. 하지만 이 사건으로 동지들이었던 연방주의자세력들은 존 애덤스에게서 등을 돌렸다. 결국 1800년 대통령 선거에서 재선에 실패하고 제퍼슨에게 대통령 자리를 넘겨줬다.

### 은퇴 이후
연임에 실패한 애덤스는 고향인 브레인트리로 돌아왔고 세상을 떠날 때까지 25년간 저술활동에 전념했다. 만년에는 우울증을 앓기도 했으나 오랜 동지이자 정적이기도 했던 제퍼슨과는 화해하였다. 1826년 7월 4일 미국이 독립한 지 50년이 되는 해, 독립기념일에 존 애덤스는 토머스 제퍼슨과 같은 날에 세상을 떠났다. 토마스 제퍼슨이 이미 수시간 전에 사망한 것을 몰랐던 그의 마지막 말은 "토마스 제퍼슨은 아직 살아있다"이었다고 전해진다. 사망 당시 그의 나이 90세였다.

## 정치철학
존 애덤스는 <정부에 대한 고찰>에서 새로운 정부와 헌법 초안에 대한 그의 생각을 나누었다. 그는 '정치는 인간의 행복에 관한 학문' 이라고 하며 사회의 행복은 그들이 사는 정부의 헌법에 달려 있다' 라고 주장하였다. 그는 이곳에서 입법, 행정, 사법의 견제와 균형의 제도를 그려내었고, 토머스 페인의 상식 (소책자)에 반대하여 단원제를 채택하면 의회가 독재적이며 이기적인 기관으로 전락한다고 경고하였다. 그는 양원제만이 서로의 힘을 견제할 수 있다고 주장하였다.

## 명언
인간의 생각을 해방시켜라.
인간의 생각은 해방되어야 한다.
인간의 생각은 해방될 것이다.
미신과 교의는 인간의 생각을 가두어 놓을 수 없다.— 존 애덤스

## 저서
미합중에 정부의 헌법에 대한 보호 'A Defense of the Constitution of Government in the United States of America'(1788)

## 같이 보기
- 미국 독립전쟁
- 1789년 미국 대통령 선거
- 존 퀸시 애덤스
- 토머스 제퍼슨
- 조지 워싱턴
- 에런 버

## 역대 선거 결과
| 선거명      | 직책명                          | 대수 | 정당         | 득표율 | 득표수 (선거인단) | 결과 | 당락 |
| ----------- | ------------------------------- | ---- | ------------ | ------ | ----------------- | ---- | ---- |
| 1789년 선거 | 하원의원 (매사추세츠 제1선거구) | 1대  | 연방주의자당 | 1.86%  | 30표              | 6위  | 낙선 |
| 1789년 선거 | 미국의 부통령                   | 1대  | 연방주의자당 | 49.28% | 34표              | 1위  |      |
| 1789년 선거 | 미국의 대통령                   | 1대  | 연방주의자당 | 0%     | 0표 (34명)        | 2위  | 낙선 |
| 1792년 선거 | 미국의 부통령                   | 1대  | 연방주의자당 | 58.33% | 77표              | 1위  |      |
| 1792년 선거 | 미국의 대통령                   | 1대  | 연방주의자당 | 0%     | 0표 (77명)        | 2위  | 낙선 |
| 1796년 선거 | 미국의 대통령                   | 2대  | 연방당       | 53.45% | 35,726표 (71명)   | 1위  |      |
| 1800년 선거 | 미국의 부통령                   | 3대  | 연방당       | 32.02% | 65표              | 2위  | 낙선 |
| 1800년 선거 | 미국의 대통령                   | 3대  | 연방당       | 38.57% | 25,952표 (65명)   | 2위  | 낙선 |